# پرویز خان
پرویز خان یک فیلم درام ورزشی ایرانی به نویسندگی و کارگردانی علی ثقفی محصول سال ۱۴۰۲ است. ثقفی در اولین تجربه کارگردانی سینمایی خود مقطعی از زندگی پرویز دهداری را با بازی سعید پورصمیمی به تصویر کشیده‌است. این فیلم نخستین بار در چهل و دومین جشنواره بین‌المللی فیلم فجر رونمایی شد و از ۲۳ اسفند ۱۴۰۲ در سینماهای ایران اکران شد.

## داستان
پس از پیروزی انقلاب و در دهه ۶۰، نام پرویز دهداری با سرمربیگری تیم ملی فوتبال دوباره بر سر زبان‌ها افتاد. سال‌هایی که دهداری تیم ملی را برای حضور در بازی‌های آسیایی۱۹۸۶ سئول آماده کرد. داستان اختلاف با ستاره‌های نامدار تیم ملی هم از اینجا شروع شد. وقتی تیم ملی از سئول بازمی‌گشت نامه‌ای توسط ۱۴ بازیکن امضا شده بود که پس از رسیدن به فرودگاه مهرآباد، به بمب خبری تبدیل شد. استعفای ۱۴ بازیکن از حضور در تیم ملی جنجالی‌ترین رخداد فوتبالی دهه ۶۰ بود.
دهداری تیم ملی تازه‌ای با جوانان گمنام تشکیل داد که از میان‌شان تعدادی جزو ستاره‌های بزرگ فوتبال شدند؛ از احمدرضا عابدزاده و مجتبی محرمی تا جواد زرینچه و صمد مرفاوی. تیم جوان دهداری پس از کسب مقام سومی در جام ملت‌های آسیا، آماده رقابت‌های مقدماتی جام جهانی ۱۹۹۰ می‌شد که حاشیه‌های دیدار دوستانه ایران و ژاپن در استادیوم آزادی، پرونده حضور دهداری در تیم ملی را بست. روزی که تعدادی از تماشاگران با گلوله‌های برفی از معلم اخلاق استقبال کردند. دهداری در اوایل دهه ۷۰ از دنیا رفت و حالا قرار است زندگی و زمانه‌اش در یک فیلم قصه‌گو با نام فیلم پرویز خان به تصویر کشیده شود.

## بازیگران
- سعید پورصمیمی در نقش پرویز دهداری
- مریم سعادت در نقش همسر دهداری
- خسرو احمدی  در نقش دریایی
- حمیدرضا پگاه در نقش نصرالله سجادی
- بهنام تشکر در نقش حسینی
- علی باقری در نقش رضا وطنخواه
- المیرا دهقانی در نقش شیدا دهداری
- مهدی قربانی در نقش جواد زرینچه
- یاسین مسعودی در نقش کریم باوی
- محمد صادق ملک در نقش عارف پور
- نیما نادری در نقش وحید کامیاب
- یدالله شادمانی در نقش کلید دار کمپ تیم ملی
- مهدی فریضه
- روزبه رئوفی در نقش سیروس قایقران
- منوچهر علیپور در نقش سفیر ایران در قطر
- امیر دانشجو در نقش نادر میراحمدیان
- سید ابوالفضل موسوی در نقش احمدرضا عابدزاده
- نصیر ساکی
- امیرمهدی کوشکی
- رسول کربکندی  در نقش خودش
- اسکندر کوتی در نقش خودش(گزارشگر بازی)
- قائم اسلامی خواه در نقش سعید مارادونا

## تولید
در سال‌های اخیر، پرداختن به زندگی پرویز دهداری مورد توجه قرار گرفت. مهم‌ترین فیلم در این زمینه مستند پرویز خان به کارگردانی سجاد ترابی بود که در ششمین جشنواره تلویزیونی مستند به نمایش درآمد.

## جوایز و افتخارات

### جشنواره فیلم فجر
| مراسم                        | تاریخ برگزاری | رده                        | نامزد           | نتیجه        | منبع  |
| ---------------------------- | ------------- | -------------------------- | --------------- | ------------ | ----- |
| چهل و دومین جشنواره فیلم فجر | ۲۲ بهمن ۱۴۰۲  | بهترین جلوه‌های ویژه میدانی | سید هادی اسلامی | نامزدشده     | [ ۶ ] |
| چهل و دومین جشنواره فیلم فجر | ۲۲ بهمن ۱۴۰۲  | بهترین طراحی صحنه          | محسن خدابخش     | نامزدشده     | [ ۶ ] |
| چهل و دومین جشنواره فیلم فجر | ۲۲ بهمن ۱۴۰۲  | بهترین تدوین               | حسن حسندوست     | برنده        | [ ۶ ] |
| چهل و دومین جشنواره فیلم فجر | ۲۲ بهمن ۱۴۰۲  | بهترین بازیگر اول مرد      | سعید پورصمیمی   | نامزدشده     | [ ۶ ] |
| چهل و دومین جشنواره فیلم فجر | ۲۲ بهمن ۱۴۰۲  | بهترین فیلمنامه            | علی ثقفی        | دیپلم افتخار | [ ۶ ] |
| چهل و دومین جشنواره فیلم فجر | ۲۲ بهمن ۱۴۰۲  | بهترین فیلم اول            | عطاء پناهی      | برنده        | [ ۶ ] |
| چهل و دومین جشنواره فیلم فجر | ۲۲ بهمن ۱۴۰۲  | بهترین کارگردان اول        | علی ثقفی        | نامزدشده     | [ ۶ ] |
| چهل و دومین جشنواره فیلم فجر | ۲۲ بهمن ۱۴۰۲  | بهترین کارگردانی           | علی ثقفی        | نامزدشده     | [ ۶ ] |
| چهل و دومین جشنواره فیلم فجر | ۲۲ بهمن ۱۴۰۲  | بهترین فیلم                | عطاء پناهی      | نامزدشده     | [ ۶ ] |